# Challenger de Padua
EL Challenger Team "Citta' di Padova" es un torneo profesional de tenis. Pertenece al ATP Challenger Series. Se juega desde el año 2014 sobre pistas de tierra batida, en la ciudad italiana de Padua.

## Palmarés

### Individuales
| Año  | Campeón         | Finalista       | Resultado           |
| ---- | --------------- | --------------- | ------------------- |
| 2014 | Máximo González | Albert Ramos    | 6-3, 6-4            |
| 2015 | Andrej Martin   | Albert Montañés | 0-6, 6-4, 7-6 (8-6) |

### Dobles
| Año  | Campeones                     | Finalistas                         | Resultado      |
| ---- | ----------------------------- | ---------------------------------- | -------------- |
| 2014 | Roberto Maytín Andrés Molteni | Guillermo Durán Máximo González    | 6-2, 3-6, 10-8 |
| 2015 | Michail Elgin Andrey Rublev   | Federico Gaio Alessandro Giannessi | 6-4, 7-6 (7-4) |